# Klaus Mehnert

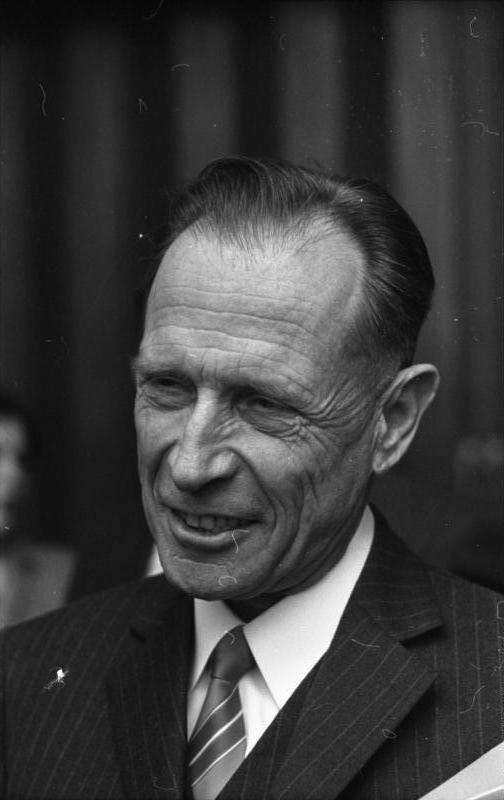
Klaus Mehnert.

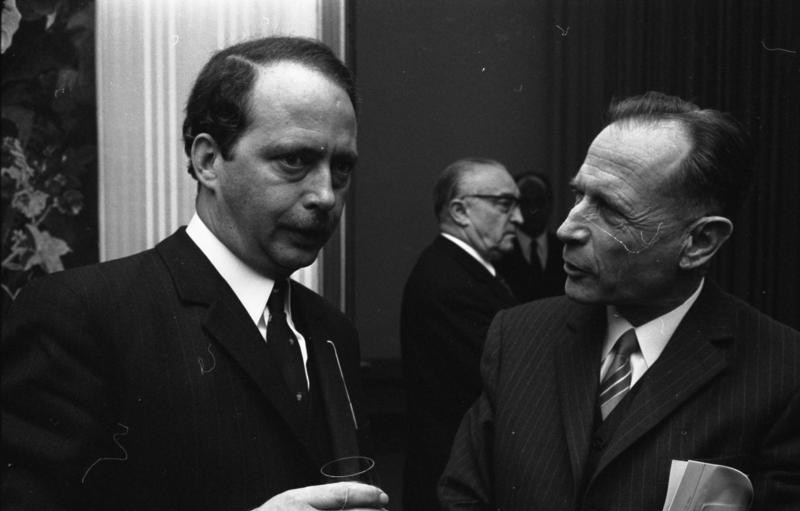
Con Ralf Dahrendorf.

Klaus Mehnert (Moscú, 10 de octubre de 1906 - Freudenstadt, 2 de enero de 1984) fue un periodista y escritor alemán cosmopolita, especializado en ciencia política. Durante el periodo de entreguerras fue profesor en varias universidades estadounidenses. Fue corresponsal en la Unión Soviética y editor en China y Alemania. A finales de la década de los setenta escribió varias obras sobre los recientes movimientos juveniles de los países occidentales. 
Al estallar la Primera Guerra Mundial, la familia Mehnert tuvo que abandonar Moscú y volver a Alemania, asentándose en Stuttgart. Su padre fue movilizado y murió en Flandes en 1917.
Klaus Menhert realizó estudios universitarios en las universidades de Tubinga, Múnich, Berkeley (Estados Unidos) y por último en la de Berlín, donde realizó el doctorado con Otto Hoetzsch en 1928. Hoetzsch y Mehnert posteriormente formaron parte de ARPLAN, la institución que estudiaba la economía planificada soviética.
En los diez años siguientes, viajó con frecuencia a Estados Unidos, la Unión Soviética, Japón y China. En 1933, en California, se casó con Enid Keyes († 1955). Entre 1934 y 1936 fue corresponsal de un periódico alemán en la Unión Soviética, hasta que Goebbels prohibió que se siguieran publicando sus artículos.
Se trasladó a Estados Unidos, donde fue profesor de ciencias políticas en Berkeley y en la University of Hawaii at Manoa hasta 1941, cuando pasó a estudiar intensivamente la historia de Rusia y del Pacífico.
Seis meses antes de la entrada de Estados Unidos en la Segunda Guerra Mundial se desplazó a Shanghái, donde, apoyado económicamente por el ministerio alemán de asuntos exteriores, publicó el periódico XXth Century ("Siglo XX") hasta 1945, cuando fue encarcelado por un breve periodo, considerándose su grado de identificación con el nazismo. En el mismo periodo fue profesor de historia y ciencia política de la Deutschen Medizinischen Akademie y de la St. John's University in Shanghai.
Terminada la guerra volvió a Alemania, donde ejerció como periodista, editor y profesor, además de consejero gubernamental en asuntos sino-rusos y publicar varias obras de ciencia política.
Desde 2005, el Europainstitut Klaus Mehnert lleva a cabo un programa de intercambio de estudiantes entre las universidades de RWTH Aachen y de Kaliningrado.

## Obras (por lengua original)

### En alemán
- Ein deutscher Austauschstudent in Kalifornien ("A German exchange student in California"). Stuttgart, 1930
- Die Jugend in Sowjet-Russland. Berlín, 1932; Youth in Soviet Russia. Transl. by Michael Davidson, Westport, Conn., 1981
- Der Sowjetmensch. Stuttgart, 1958; The Anatomy of Soviet man. Transl. by Maurice Rosenbaum, London, 1961
- Peking und Moskau. Stuttgart, 1962; Peking and Moscow. Transl. by Leila Vennewitz, London, 1963
- China nach dem Sturm. Munich, 1971; China today. Transl. by Cornelia Schaeffer, London, 1972
- Peking und Moskau. 1964. DTV, 508pp[3]
- Der deutsche Standort. 1967. Stuttgart: Deutsche Verlags-Anstalt, 415pp[4]
- China nach dem Sturm. 1971. Stuttgart: Deutsche Verlags-Anstalt, 340pp, ISBN 978 3 421 01593 8[5]
- Amerikanische und russische Jugend um 1930. 1973. Stuttgart: Deutsche Verlags-Anstalt, 297pp, ISBN 978 3 421 01629 4[6]
- Moskau und die neue Linke. 1973. 219pp, ISBN 978 3 421 01661 4[7]
- Jugend im Zeitbruch: Woher-Wohin. 1976. Stuttgart: Deutsche Verlags-Anstalt, 511pp, ISBN 978 3 421 01753 6.[8] La Rebelión De La Juventud, 1978..
- Kampf um Maos Erbe: Geschichten machen Geschichte. 1977. Stuttgart: Deutsche Verlags-Anstalt, 319pp, ISBN 978 3 421 01825 0[9]
- Maos Erben machen's anders. 1979. Stuttgart: Deutsche Verlags-Anstalt, 171pp[10]
- Ein Deutscher in der Welt: Erinnerungen 1906-1981. 1983. Stuttgart: Deutsche Verlags-Anstalt, 447pp, ISBN 978 3 421 06055 6[11]
- Uber die Russen heute: Was sie lesen, wie sie sind. 1983. Stuttgart: Deutsche Verlags-Anstalt, 352pp, ISBN 978 3 421 06163 8[12]

### En inglés
- The Russians in Hawaii, 1804-19. Hawái, 1939
- Stalin Versus Marx: the Stalinist historical doctrine. London: George Allen and Unwin Ltd, 1952. 130pp.[13]
- _____ and Maurice Rosenbaum. 1962. Soviet man and his world. New York: Praeger, 310pp.[14]
- Peking and Moscow. 1963. New York: G. P. Putnam's Sons, 522pp[15]
- China Today. 1972. London: Thames and Hudson, 322pp, ISBN 0 500 05032 4[16]
- China Returns. 1972. New York: Dutton, 322pp, ISBN 978 0 525 08000 8[17]
- Moscow and the New Left. 1975. Berkeley & Los Angeles: Univ. of California Press, 275pp, ISBN 978 0 520 02652 0[18]
- Twilight of the Young: the radical movements of the 1960s and their legacy. 1977. New York. 428pp, ISBN 978 0 030 19476 4[19]
- Youth in Soviet Russia. 1981. Hyperion Pr, ISBN 978 0 830 50083 3[20]
- The Russians & Their Favorite Books. 1983. Hoover Inst Pr, ISBN 978 0 817 97821 1[21]